# فرانك هارتر
فرانك هارتر (بالإنجليزية: Frank Harter)‏ هو لاعب كرة قاعدة أمريكي، ولد في 19 سبتمبر 1886 في كيسبورت في الولايات المتحدة، وتوفي في 14 أبريل 1959 في بريس في الولايات المتحدة.

## وصلات خارجية
- فرانك هارتر على موقع دوري كرة القاعدة الرئيسي (الإنجليزية)
- فرانك هارتر على موقعبيزبول رفرنس.كوم (الدوري الرئيسي) (الإنجليزية)
- فرانك هارتر على موقعبيزبول رفرنس.كوم (الدوري الثانوي) (الإنجليزية)
- فرانك هارتر على موقع مشجعي الرسوم البيانية (الإنجليزية)